# 1943 en basket-ball
Chronologie du basket-ball
1942 en basket-ball - 1943 en basket-ball - 1944 en basket-ball
Les faits marquants de l'année 1943 en basket-ball :

## Récapitulatifs des principaux vainqueurs de compétitions 1942-1943

### Masculins
| Europe - France : Grenoble - Grèce : non disputé - Italie : Reyer Venezia - URSS : non disputé | Amériques | Afrique, Asie, Océanie |

### Féminines
| Europe - France : Nice Sports - Italie : Canottieri Milano | Amériques | Afrique, Asie, Océanie |

## Liens